# تل مهره‌ای اکبرآباد
تل مهره‌ای اکبرآباد مربوط به سده‌های متاخر دوران‌های تاریخی پس از اسلام است و در شهرستان پاسارگاد، بخش مرکزی، دهستان کمین، شمال غربی روستای اکبر آباد واقع شده و این اثر در تاریخ ۳۰ بهمن ۱۳۸۶ با شمارهٔ ثبت ۲۰۷۵۲ به‌عنوان یکی از آثار ملی ایران به ثبت رسیده است.